# Mells, Somerset
Mells är en ort och civil parish i Storbritannien.   Den ligger i grevskapet Somerset och riksdelen England, i den södra delen av landet, 160 km väster om huvudstaden London. Mells ligger 103 meter över havet och antalet invånare är 638.
Terrängen runt Mells är platt.Runt Mells är det ganska tätbefolkat, med 149 invånare per kvadratkilometer. Trakten runt Mells består i huvudsak av gräsmarker.